# 하늘이

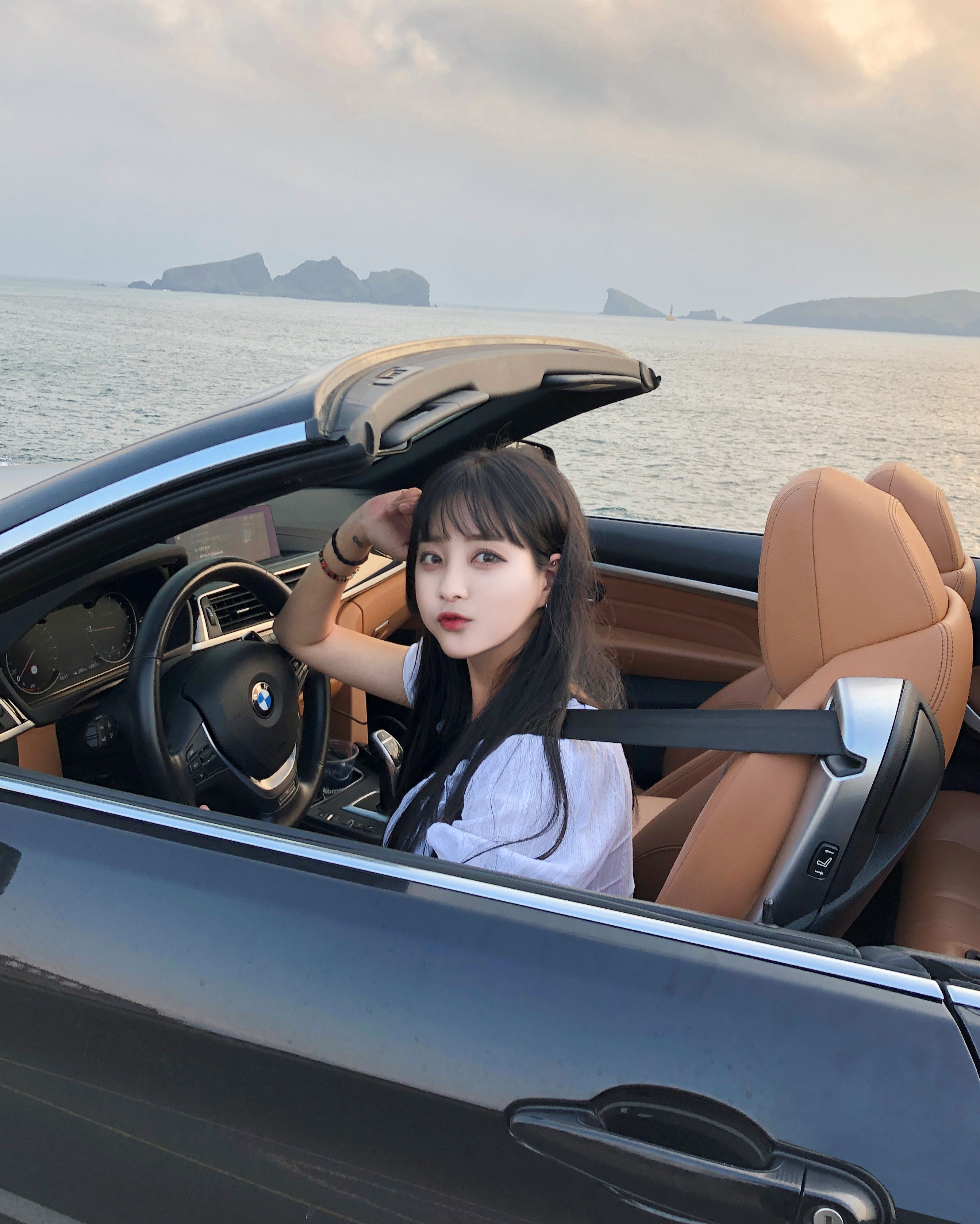

하늘이(본명: 김하늘, 1992년 11월 2일 ~ )는 대한민국의 방송인이다.

## 학력
- 대전갈마초등학교(졸업)
- 대전갑천중학교(졸업)
- 대전반석고등학교(졸업)
- 충북대학교 국어교육과(졸업)

## 경력
- KTV국민방송(한국정책방송원) 기자
- KTV국민방송(한국정책방송원) 조연출(AD)

## 작품
- KTV국민방송 국민리포트
- KTV국민방송 국민인터뷰
- KTV국민방송 과학톡